# Hoheluft-Ost
Hoheluft-Ost, Hamburg-Hoheluft-Ost – dzielnica miasta Hamburg w Niemczech, w okręgu administracyjnym Hamburg-Nord.  
1 kwietnia 1938 na mocy ustawy o Wielkim Hamburgu włączony w granice miasta.